# Helena Vondráčková
Helena Vondráčková (Slatiňany, 24 giugno 1947) è una cantante pop ceca.

## Biografia
Vincitrice del premio "L'usignolo d'oro" nel 1965, dal 1968 al 1970 ha fatto parte del celebre gruppo pop Golden Kids insieme a Marta Kubišová e Václav Neckář. Dopo lo scioglimento "de facto" del gruppo il 3 febbraio 1970, con l'interdizione di Kubišová dalle apparizioni in pubblico, ha continuato in proprio realizzando una serie di LP di grande successo tra i quali si ricordano il primo Ruze kvetou dál (1969) e il secondo Ostrov Heleny Vondrackove (1970), dove Marta Kubišová contribuisce con i cori.
Attiva per tutti gli anni settanta in patria e nei paesi del blocco socialista (principalmente URSS dove nel 1972 tiene un applauditissimo concerto a Erevan davanti a 70.000 persone, DDR e Polonia) dal 1977 ha ridotto l'attività dedicandosi al jazz (Paprsky, 1978) e alle cover di musica occidentale. Nel 1977, la sua canzone Malovaný džbánku ha vinto il Grand Prix del Concorso Intervision della Canzone di Sopot (Polonia).
Il 26 e 27 dicembre 1989, con la caduta del comunismo e la piena riabilitazione di Marta Kubišová, Helena, Marta e Václav sono di nuovo assieme al Karlin di Praga per una imprevista riunione dei Golden Kids che li vedrà impegnati in una fortunata serie di concerti e show televisivi (Lucerna, Praga 3 novembre 1994 e 2003). Da ricordare di recente il concerto per Havel (2003) e il tour con Karel Gott (gennaio 2004).
Nel 2013 collabora con Andrea Dessì dei Marea incidendo la cover in lingua ceca della sua hit Non vivo più senza te (Nemůžu bez tebe žít) e il suo inedito Fuego Lento (Oheň Lásky).

## Curiosità
È la zia di Lucie Vondráčková, cantante e attrice nata nel 1980.

## Discografia parziale
1. Růže kvetou dál (1969)
2. Ostrov Heleny Vondráčkové (1970)
3. Helena! Helena! Helena! (1972)
4. Isle Of Helena (1972)
5. Helena a Strýci (1974)
6. Film Melodies (1975)
7. S písní vstříc ti běžím (1977)
8. Paprsky (1978),
9. Múzy (1980)
10. Music (1980)
11. Helena singt Billy Joel (1981)
12. Sblížení (1981)
13. Zrychlený dech (1982)
14. Přelety (1983)
15. Ode mne k tobě (1984)
16. Sprint (1985)
17. I'm Your Song (185)
18. Sólo pro tvé oči (1986)
19. Helena zpívá Ježka (1986)
20. Skandál (1988)
21. Přejdi Jordán (1990)
22. Kam zmizel ten starý song (1992)
23. The Broadway Album (1993)
24. Vánoce s Helenou (1995)
25. To je šoubyznys (1996)
26. Vánoce s Helenou 2 (1996)
27. Helena v Lucerně 1 a 2 (1997)
28. Nevzdám se hvězdám (1998)
29. Zlatá Helena (1999)
30. Vodopád (2000)
31. Platinová Helena (2002)
32. Helena 2002 (2002)
33. Hádej (2003)
34. Rendez-Vous (2004)
35. Zlatá kolekce (2005)
36. Zastav se, ... a poslouchej (2007)